# Серати, Густаво
Густаво Адриан Серати Кларк (исп. Gustavo Adrián Cerati Clark; 11 августа 1959, Буэнос-Айрес — 4 сентября 2014, там же), аргентинский певец, музыкант, композитор, один из наиболее влиятельных представителей аргентинского рока. В ходе 1980-х и 1990-х он был членом аргентинской рок-группы Soda Stereo, наряду с Чарли Альберти (Charly Alberti) и Зетом Бозио (Zeta Bosi). В начале 1990-х, будучи ещё членом группы, он выпустил свой сольный альбом Amor Amarillo, после чего серьезно задумался о свободном плавании. Его работы в рок-группе, равно как и сольные, сделали Серати одним из самых влиятельных музыкантов в Латинской Америке.

## Биография

### Soda Stereo
Образовалась в Буэнос-Айресе (Аргентина) в 1982 году.
Группа считается одной из самых важных в истории латиноамериканского рока. В 1997 распалась из-за личных проблем и творческих разногласий между музыкантами.
В конце 2007 группа объявила о воссоединении ради единственного турне «Me Verás Volver» («Ты увидишь — я вернусь»). Четыре альбома группы были включены в список лучших 250 альбомов всех времен латинского рока: «Canción Animal» (№ 2), «Comfort y Musica Para Volar» (№ 15), «Signos» (№ 40) и «Sueño Stereo» (№ 41). Их песня «De Musica Ligera» — четвёртая в списке лучших песен всех времен, как латинского рока в общем, так и аргентинского в частности. С видео "En la Ciudad de la Furia " и "Ella Uso Mi Cabeza Como Un Revolver " они получили премию латиноамериканского MTV. В 2002 группа была удостоена Премию Легенда MTV Латинской Америки. За 15 лет существования, группа дала около 1200 сольных концертов в 137 городах Латинской Америки и Испании.
Фраза, произнесённая Густаво Серати на их последнем концерте перед распадом группы 20 сентября 1997 года после их хита «De música ligera» — «Gracias…totales» («Спасибо всем.. Окончательное») уже стала крылатой и до сих пор в ходу в Латинской Америке. После распада группы все участники продолжили заниматься музыкой, начав сольную карьеру либо создав новые коллективы.

### Сольные выступления
Он записал два сольных альбома вместе с группой 'Soda Stereo'. Первый из них, 'Colores Santos', вышел в 1991-м. Известными с релиза стали такие песни, как 'Vuelta por el Universo', 'Tu Medicina' и 'Colores Santos'. Второй, 'Amor Amarillo', был презентован в 1994-м и записан при участии экс-басиста 'Soda Stereo', Зета Бозио. Однако именно вторую сольную пластинку принято считать первой самостоятельной работой Серати. Известными с неё стали песни 'Te llevo para que me lleves', 'Lisa', 'Pulsar' и 'Bajan'.
Официальным же сольным альбомом Серати стал 'Bocanada' 1999-го, где доминировали электронные сэмплы и биты. Выдающегося положения с него добились песни 'Engaña', 'Río Babel', 'Bocanada', 'Puente' и 'Paseo Inmoral'. В одном из интервью Густаво заявил, что лирика и аранжировки записей с альбома изначально натолкнули его на идею дать релизу название 'Cerati Iluminado'. В 2001-м на свет появился саундтрек '+Bien' к одноименному фильму, причем Серати, получивший в картине роль, дебютировал как актер. Другой саундтрек он написал для драмедии Эриеля Роттера (Ariel Rotter) 'Только на час' ('Solo Por Hoy'). В этом же году был записан живой альбом '11 Episodios Sinfónicos', где Густаво представил 11 треков в обработке симфонического оркестра. Этот прием был довольно распространен среди других артистов эстрады. Сборник ремиксов 'Siempre es Hoy/Reversiones' при участии разных артистов с электронной эмбиент-сцены со всего мира был выпущен в 2003-м. Через три года Серати подарил почитателям пластинку 'Ahí vamos', удачную комбинацию мелодичного стиля и глубокого гитарного звучания. В трек-лист альбома вошли такие песни, как 'Un lago en el cielo', 'Adios', 'Medium' и 'Uno entre mil'. За саунд-инжиниринг альбома отвечали Гектор Кастильо (Hector Castillo) и Твити Гонсалес (Tweety Gonzalez). Пятый сольный альбом, 'Fuerza Natural', официально вышел 1-го сентября 2009-го. Его специфика определена фолк-звучанием с акустической гитарой и присутствием мандолины. Первым синглом с альбома стала песня 'Déjà vu'.
Аргентинец имеет несколько альтер эго на поприще электронной музыки, включая Plan V, Ocio и Roken. Он продюсировал альбомы других артистов, включая релиз 'Sueños en tránsito' для чилийской певицы Николь (Nicole) и 'Mar' для Лео Гарсиа (Leo García), а также пластинки группы 'Friccion'. Густаво принял участие в записи нескольких альбомов разных исполнителей, в том числе рок-группы 'Caifanes' и Шакира (Shakira). Вместе с последней он выступил 7-го июля 2007-го в Германии на концерте Live Earth.
Несмотря на своё заявление, что 'Грэмми' не имеет для него никакого значения, он все же принял участие в латинской церемонии вручения 'Грэмми' 2-го ноября 2006-го, где выиграл в номинациях 'Лучший рок-альбом' и 'Лучшая рок-песня'. В 2010-м он удостоился ещё двух премий — за альбом 'Fuerza Natural' и песню 'Déjà vu'.

## Семья
Первая жена - Белен Эдвардс (Belén Edwards), дизайнер. Они поженились в 1987 году, брак продлился год. В течение этого года Белен гастролировала с группой в качестве их костюмера.
С 1992-го по 2002-й Серати был женат на чилийской модели Сесилии Аменабар (Cecilia Amenábar). Сесилия участвовала в записи альбома 'Amor Amarillo', где можно услышать её вокал в песне 'Te Llevo para Que Me Lleves'. В браке родилось двое детей: Лиза (Lisa) и Бенито (Benito). Бенито Серати основал свою группу (Zero Kill).
Позднее Густаво встречался с супермоделью Деборой де Коррал (Déborah de Corral), бывшей подружкой Чарли Альберти. Некоторые песни с альбома 'Ahí Vamos' связаны с их расставанием. Очередной пассией Густаво стала аргентинская актриса Леонора Балькарсе, а последней — аргентинская супермодель Клоэ Бельо (Chloe Bello).

## Болезнь и смерть
15 мая 2010 года после концерта в венесуэльском Каракасе Серати перенес инсульт и впал в кому. После четырех лет пребывания в коме, Густаво Серати умер от остановки сердца утром 4 сентября 2014 года в одном из аргентинских госпиталей. Его тело было похоронено на кладбище  La Chacarita в Буэнос-Айресе.

## Память
5 августа 2015 года Городской Совещательный Совет аргентинского города Парана (Paraná) назвал в честь музыканта улицу.
Нижний переезд Beiró, соединяющий два портовых района Буэнос-Айреса, в 2017 также получили своё название в честь Густаво (название было одобрено в ходе голосования местных жителей).

## Дискография
- Дискография с группой Soda Stereo: см. Soda Stereo

Сольные записи
1. 1993 — «Amor Amarillo»
2. 1999 — «Bocanada»
3. 2001 — «11 Episodios Sinfónicos»
4. 2002 — «Siempre Es Hoy»
5. 2006 — «Ahí Vamos»
6. 2009 — «Fuerza Natural»

Саундтреки
1. 2001 — «+ Bien»

Совместные проекты
1. 1991 — «Colores Santos» (с Daniel Melero)
2. 1995 — «Colores Santos, the Remixes» (с Daniel Melero)
3. 1996 — «Plan V» (с Plan V)
4. 1999 — «Medida Universal» (с Ocio)
5. 2000 — «Insular [EP]» (с Ocio)